# La Renaissance lochoise
La Renaissance Lochoise est un hebdomadaire régional français d'information départementale et locale basé à Loches (Indre-et-Loire).

## Historique
L'hebdomadaire Le Réveil lochois, créé le 2 avril 1926 avec pour sous-titres le journal républicain de l'arrondissement de Loches puis le journal de l'arrondissement de Loches acceptera d'être soumis à la censure allemande à partir de 1940 et cessera de paraître le 16 août 1944. 
En mars 1946, il est acquitté par la cour de justice d'Orléans de l'accusation de collaborationnisme et reprend sa parution le 2 juillet 1947  sous un nouveau titre : La Renaissance Lochoise, avec comme sous-titre L'hebdomadaire de la Touraine du Sud.
En 2016, son dirigeant et actionnaire majoritaire Guillaume d'Ocagne, qui a développé et modernisé le titre, revend le journal au groupe de presse PMSO (Presse et Médias du Sud-Ouest) basé à Bordeaux.
La Renaissance Lochoise est adhérente du Syndicat de la Presse Hebdomadaire Régionale et de l'Alliance de la Presse d'Information Générale.

## Rédaction et ligne éditoriale
Marqué jusqu'en 2016 par une ligne politique ouvertement démocrate chrétienne, La Renaissance Lochoise a depuis renoncé à tout engagement politique pour se concentrer sur les informations locales de l'arrondissement de Loches.
L'hebdomadaire dispose d'une boutique et d'une imprimerie de ville. Il diffuse également une édition numérique .
Par ailleurs, c'est un média important pour la publication des Annonces Judiciaires et Légales dans le sud Touraine.